# Esecuzione in danno
Fatelo meglio
L'esecuzione in danno è quella richiesta dalla Pubblica Amministrazione   qualora scelga di affidare a terzi la fornitura dei servizi oggetto del contratto imputando le spese aggiuntive all'Appaltatore. 
Ciò può avvenire qualora la controparte non adempia agli obblighi derivanti dal rapporto contrattuale.
L'esecuzione in danno costituisce una forma di tutela della Pubblica Amministrazione in alternativa agli ordinari strumenti di risoluzione contrattuale, ed avviene previa diffida.